# Giovanna Donini
Giovanna Donini (Treviso, 12 dicembre 1973) è un'autrice televisiva e sceneggiatrice italiana.

## Televisione
- Zelig Circus, condotto da Claudio Bisio e Vanessa Incontrada (Canale 5, 2006)
- Arci Zelig, condotto da Claudio Bisio e Vanessa Incontrada (Canale 5, 2007-2008-2009)
- Zelig Off, condotto da Teresa Mannino e Federico Basso (Canale 5, 2007-2008-2009)
- Open Space, condotto da Alessandro Cecchi Paone (Gay.tv, 2007)
- Wind Music Award, condotto da Vanessa Incontrada (Italia Uno, 2009)
- Checco Zalone Show, con Checco Zalone e Teresa Mannino (Canale 5, 2009) – collaborazione ai testi
- Zelig 2010, condotto da Claudio Bisio e Vanessa Incontrada (Canale 5, 2010)
- Zelig Off, condotto da Teresa Mannino e Federico Basso (Italia Uno, 2010)
- Zelig 2011, condotto da Claudio Bisio e Paola Cortellesi (Canale 5, 2011)
- Wind Music Award, condotto da Vanessa Incontrada e Teo Mammucari (Italia Uno, 2011)
- Zelig Off, condotto da Teresa Mannino e Federico Basso (2011)
- Zelig, condotto da Claudio Bisio e Paola Cortellesi (Canale 5, 2012)
- Se stasera sono qui, condotto da Teresa Mannino (LA7, 2012)
- Zelig Circus, condotto da Teresa Mannino e Mago Forest (Canale 5, 2013)
- iPantellas comici rock (Italia 2, 2013)
- Terrybilmente divagante di Teresa Mannino scritto con T. Mannino, F. Basso e Giovanna Donini (Rai due-Rai 5, 2013)
- Zelig (Canale 5, 2014)
- Snooze (Italia 1, 2016) – con Debora Villa
- Sono nata il 23 di e con Teresa Mannino e Giovanna Donini) (Rai 5, 2016)
- Tutti a scuola (Rai Uno, 2018)
- Love stories di Giovanna Donini, Debora Villa e Andrea Midena, con Debora Villa (Zelig TV, 2018)
- Diversity Media Awards, scritto da Giovanna Donini, Federico Giunta, Chiara Salvi (2016-2017-2018)
- Zelig, con Claudio Bisio e Vanessa Incontrada (Canale 5, 2021)
- Terrybilmente divagante, Sono nata il 23, Sento la Terra girare di e con Teresa Mannino e Giovanna Donini (Nove, 2022)
- zelig con Claudio Bisio e Vanessa Incontrada (Canale 5, 2023)

## Radio
- Tutto esaurito, condotto da Marco Galli (Radio 105, 2008)
- Amori estivi, condotto da Giovanna Donini, Germano Lanzoni e Cinzia Marseglia (Rai Radio 2, 2019)

-- PODCAST --
- Maschiacci di e con Francesca Michielin, scritto con Giovanna Donini e Andrea Midena (Spotify, 2022)
- Brave Mai da un’idea di Viviana Bruno, con Ella BottomRouge, Rosy Di Carlo e Giovanna Donini. Produzione Gli Ascoltabili (2023)
- Cose Divertenti che non faremo mai più, forse. Di e con Giovanna Donini e Andrea Midena. Produzione Gli Ascoltabili (2023)

## Collaborazioni giornalistiche e non solo
- dal 1994 al 1998 Tribuna di Treviso
- dal 1998 al 2005 Gazzettino di Treviso
- dal 2006 ad oggi web content www.smemoranda.it
- dal 2006 al 2010 web content www.areazelig.it
- dal 2013 pubblica on line per smemoranda.it il blog "Ma mi faccia il piacere" e la rubrica "Discorsi da Bar".
- dal 2014 cura la rubrica D.E. on line per VanityFair.it
- 2016 docente presso la Scuola Civica di Cinema di Milano con il Corso di Scrittura Creativa- "La comicità applicata al giornalismo e viceversa"

## Libri
- 2002: Beddissima Pensata, Le Spaventapassere, Il Dito e La Luna
- 2008: Gino&Michele, Molinari M., Le cicale 2008, Kowalski (alcune sue battute)
- 2009/2010: Gino&Michele, L'Enciclopedia della battuta in uscita con il Corriere della Sera. (alcune sue battute)
- 2010: Gino&Michele, Fabio Boraccetti, Le Cicale 2010 (alcune sue battute)
- 2020: La Terra dei Pirla di Germano Lanzoni scritto con Giovanna Donne, edito Bur Rizzoli
- 2021: Ti Lascio per Riprendermi, di Giovanna Donini e Andrea Midena, edito Solferino

## Spettacoli live-teatro
- 2001: autrice testi dello spettacolo "Frivolezze Tattiche" scritto con Silvia Greco e Giustina Iannelli rappresentato dalle Spaventapassere.
- 2008: collaborazione ai testi dello spettacolo "Terri...bile" di Teresa Mannino
- 2009: Sex and the Zelig. Il primo laboratorio comico dedicato al sesso. Zelig teatro Cabaret. Autrice responsabile.
- 2009: PuntoZelig, minitour invernale con Teresa Mannino, Checco Zalone, Pablo e Pedro, Giovanni Vernia, Maniko Sport, La Ricotta, Pablo Scarpelli. Autrice responsabile.
- 2011: "Il Maggiolone" di Cinzia Marseglia, scritto con Cinzia Marseglia, Giovanna Donini e Andrea Midena.
- 2011: "Terrybilmente Divagante" di Teresa Mannino, scritto con Teresa Mannino, Federico Basso e Giovanna Donini
- 2011: "Metafisica dell'amore" con Le Brugole testi di Giovanna Donini in collaborazione con Annagaia Marchioro e Roberta Lidia De Stefano, Francesca Tacca e Andrea Midena. Premio Scintille 2011.
- 2012: Se Lo Sapesse Noè di e con Gioele Dix. (laboratorio teatrale). Scritto con Gioele Dix, Andrea Midena e Giovanna Donini.
- 2014: "Ci vuole Un Fisico Intelligente" con Le Scemette regia di Paola Galassi, testi di Giovanna Donini, Viviana Porro, Marco del Conte
- 2014: "Diario di Una donna Diversamente Etero" con Le Brugole regia di Paola Galassi, testi di Giovanna Donini
- 2015:  "Sono Nata il Ventitré" con Teresa Mannino di Teresa Mannino e Giovanna Donini
- 2017: Sogno di una notte di mezza età di Debora Villa, Giovanna Donini e Gianmarco Pozzoli
- 2017: Modern Family 1.0 di Giovanna Donini, Annagaia Marchioro e Virginia Zini
- 2018: "Sento la Terra Girare" con Teresa Mannino, di Teresa Mannino e Giovanna Donini
- 2019: "Gli uomini vengono da Marte e le donne da Venere" adattamento testo teatrale con Debora Villa, Giovanna Donini e Andrea Midena
- 2022: “Il giaguaro mi guarda Storto” di e con Teresa Mannino, scritto da Teresa Mannino e Giovanna Donini con la collaborazione di Maria Nadotti.